# Uwe Barschel

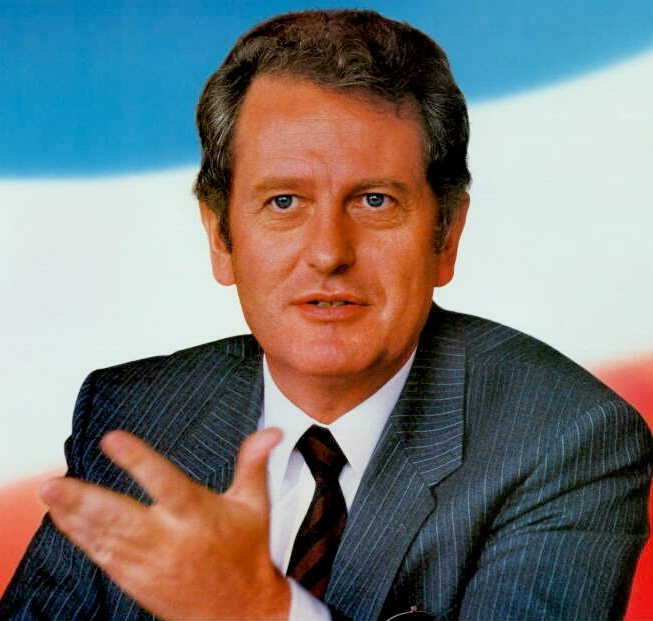
Uwe Barschel, 1987

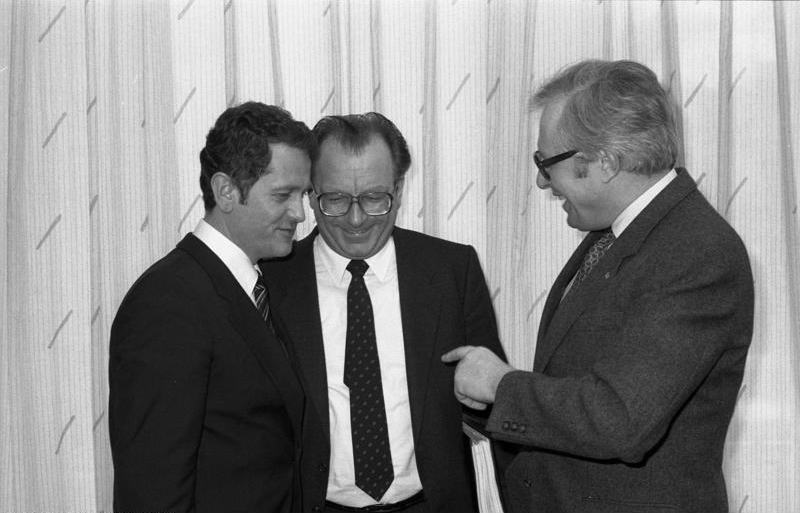
Uwe Barschel (links) 1983 mit Lothar Späth und Bernhard Vogel

Uwe Ulrich Barschel (* 13. Mai 1944 in Glienicke/Nordbahn, Provinz Brandenburg, Preußen, Deutsches Reich; † 11. Oktober 1987 in Genf, Schweiz) war ein deutscher Politiker (CDU). Er war nach seiner Zeit als Landesminister von 1982 bis 1987 Ministerpräsident Schleswig-Holsteins. Nachdem ihn ein während des Landtagswahlkampfs 1987 aufgekommener Skandal, der als Barschel-Affäre Aufsehen erregte, zum Rücktritt veranlasst hatte, wurde er am 11. Oktober 1987 im Hotel Beau-Rivage in Genf tot aufgefunden. Barschels Todesumstände sind bis heute umstritten: Staatsanwaltschaftliche Ermittlungen kamen zu dem Ergebnis, dass er Suizid begangen habe. Dies wird in zahlreichen Publikationen bezweifelt.

## Leben und Beruf
Uwe Barschel wuchs mit seinen Geschwistern bei seinen Großeltern in einer Barackenanlage für Flüchtlinge in Börnsen bei Geesthacht auf. Sein Vater, Heinrich Barschel, war Mathematiker, arbeitete als Hauslehrer in Südamerika und später als Abteilungsleiter beim Berliner Arbeitsamt. Er fiel vermutlich im April 1945 in den Kämpfen um Berlin. Barschels Mutter Marie-Elisabeth, geb. Inter, war die Tochter eines pommerschen Gutsverwalters und arbeitete als Näherin. Die Erziehung ihrer drei Kinder überließ sie den Großeltern.
Seine Lehrer am Städtischen Gymnasium Geesthacht beschrieben ihn als auffällig ruhig und ernst, seine Mitschüler als sehr ehrgeizig und karrierebewusst. Er lud als Schulsprecher 1963, auf Vorschlag seines mit dem Nationalsozialismus sympathisierenden Geschichtslehrers Heinrich Kock, den als Nachfolger Hitlers amtierenden letzten Reichspräsidenten Karl Dönitz ein. Dieser war als Kriegsverbrecher im Nürnberger Prozess gegen die Hauptkriegsverbrecher zu zehn Jahren Gefängnis verurteilt worden und sollte vor den Schülern der Klassen 9 bis 13 über das Thema Der 30. Januar 1933 und seine Folgen referieren. Dabei konnte Dönitz eineinhalb Stunden lang seine positive Sicht des Nationalsozialismus ausbreiten. Weder Schüler noch Lehrer stellten kritische Nachfragen. Das führte zu einem politischen Skandal. Infolge dieser Affäre, die neben einer europaweiten Medienresonanz zu dem Einsatz eines Ermittlers aus dem Kultusministerium an der Schule in Geesthacht führte, tötete sich der für die Genehmigung der Veranstaltung verantwortliche Schulleiter. 17 Jahre später nahm Barschel als Innenminister Schleswig-Holsteins am Begräbnis von Dönitz teil.
Nach dem Abitur begann Barschel 1964 das Studium der Rechtswissenschaften, Volkswirtschaftslehre, Politikwissenschaft und Pädagogik an der Christian-Albrechts-Universität zu Kiel. Nach dem ersten (1968) und zweiten Staatsexamen (1971) schloss er das Jurastudium als Volljurist ab. 1969–1970 war er als Lehrbeauftragter an der Pädagogischen Hochschule Kiel tätig. 1970 erfolgte seine Promotion zum Dr. jur. mit der Arbeit Theoretische Möglichkeiten und Grenzen der Strafrechtspolitik einer politischen Partei und 1971 die Promotion zum Dr. phil. bei Michael Freund mit der Arbeit Die Stellung des Ministerpräsidenten von Schleswig-Holstein unter besonderer Berücksichtigung der Lehre von der Gewaltenteilung. Seit 1971 war er als Rechtsanwalt zugelassen. 1971 wurde er Gerichtsassessor, im Anschluss daran arbeitete er als Rechtsanwalt und Notar. 1976 trat er in die Kieler Sozietät von Hans-Michael Moll ein.

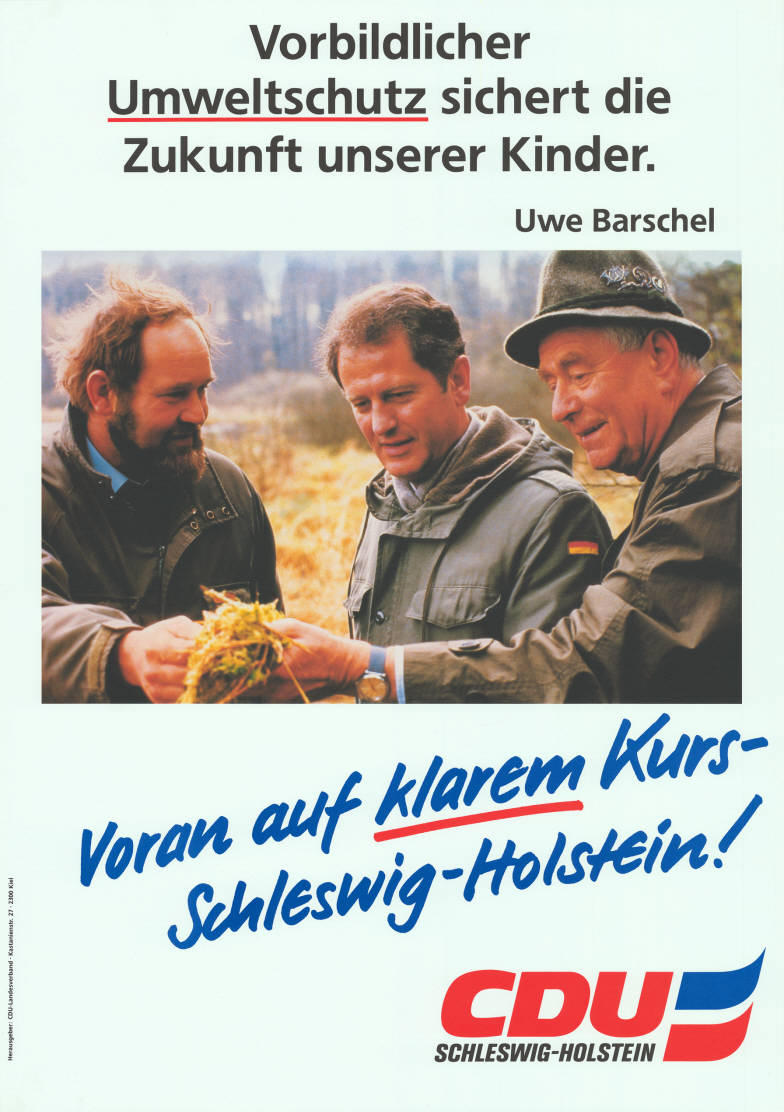
Uwe Barschel im Bundeswehrparka auf einem Wahlplakat im Landtagswahlkampf 1987

Darüber hinaus war Barschel im Vorstand der Hermann Ehlers Stiftung tätig, fungierte als Präsident der Stiftung Herzogtum Lauenburg und war Landesvorsitzender des Deutschen Paritätischen Wohlfahrtsverbandes. Barschel veröffentlichte neben seiner politischen Tätigkeit zahlreiche Schriften zum öffentlichen Recht und zur politischen Wissenschaft. Dazu zählen Kommentar zur Landessatzung für Schleswig-Holstein (1976) und Die Staatsqualität der deutschen Länder (1981).
Justus Frantz erinnert sich laut Wolfram Baentsch daran, dass Barschel plante, sich in der Mitte der 1987 beginnenden Legislaturperiode von der Politik zurückzuziehen und in die Wissenschaft zu gehen. Er habe seine Habilitationsschrift bereits fast fertiggestellt gehabt.
Am 31. Mai 1987, kurz vor Beginn des Wahlkampfs für die Landtagswahl 1987, stürzte ein Flugzeug mit Barschel und einem Sicherheitsbeamten als einzigen Passagieren beim Landeanflug auf den Flughafen Lübeck-Blankensee ab. Der Flugzeugführer Michael Heise und die Copilotin Elisabeth Friske starben noch vor Ort, Barschels Sicherheitsbeamter einige Tage später im Krankenhaus. Barschel überlebte und wurde mit schweren Verletzungen ins Krankenhaus eingeliefert. Die Absturzursache konnte nie ganz geklärt werden. Sicher ist, dass die Maschine zu tief flog und dass die Copilotin Friske als letzte Worte über Funk forderte Dim the light! (Blendet das Licht ab!).
Barschel wurde nach einigen Wochen aus dem Krankenhaus entlassen und nahm am Wahlkampf teil.

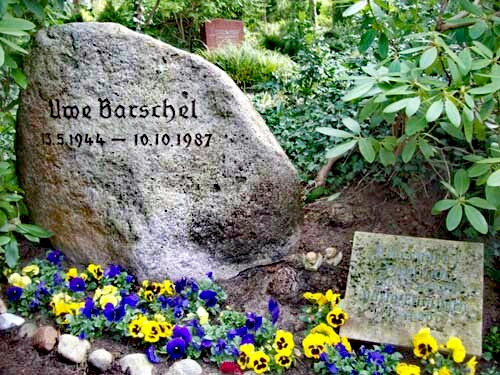
Grabstätte von Uwe Barschel auf dem Alten Friedhof in Mölln

Uwe Barschel war seit dem 7. Juli 1973 mit Freya Barschel (geb. von Bismarck, * 1947), einer entfernten Verwandten aus der weitverzweigten Familie des Reichskanzlers Otto von Bismarck, verheiratet und hatte vier Kinder. Uwe Barschel lebte mit seiner Familie in Mölln und wurde auf dem dortigen Alten Friedhof beigesetzt. Abweichend vom offiziellen Datum hat seine Ehefrau den 10. Oktober als Todestag auf den Grabstein gravieren lassen.

## Partei
Uwe Barschel war seit 1960 Mitglied der Jungen Union und seit 1962 auch der CDU. Von 1967 bis 1971 war er Landesvorsitzender der Jungen Union in Schleswig-Holstein. 1969 wurde er stellvertretender Landesvorsitzender der CDU. Von 1973 bis 1981 war er Vorsitzender des CDU-Kreisverbandes Herzogtum Lauenburg.

## Abgeordneter
Von 1970 bis 1974 war Barschel Mitglied im Kreistag des Kreises Herzogtum Lauenburg und bis 1972 zugleich Kreisrat. Von 1971 bis zu seinem Tode war er Mitglied des Landtages von Schleswig-Holstein und in der Zeit von 1971 bis 1973 Parlamentarischer Vertreter des Kultusministers und Regierungsbeauftragter für Jugend und Sport. Von 1973 bis 1979 war er Vorsitzender der CDU-Landtagsfraktion.

## Öffentliche Ämter

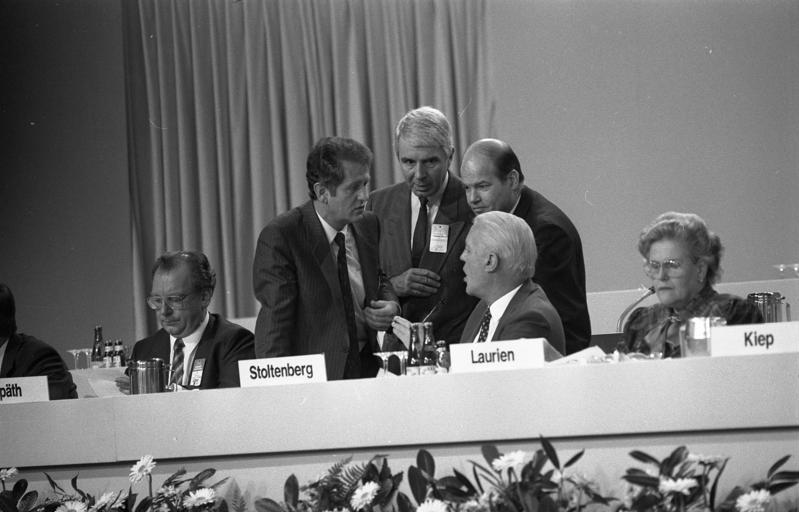
Barschel (2. von links) auf dem Bundesparteitag der CDU (1986)

Am 1. Januar 1979 wurde er von Ministerpräsident Gerhard Stoltenberg zum Finanzminister ernannt. Nach der Landtagswahl im Frühjahr 1979 übernahm er am 1. Juli 1979 das Amt des Innenministers des Landes Schleswig-Holstein. Im Jahr 1979 übernahm Barschel die Vertretung Schleswig-Holsteins im Bundesrat. Ein Jahr darauf saß er als Abgeordneter in der Nordatlantischen Versammlung. Es folgte in den Jahren 1981 und 1982 der Vorsitz der Innenministerkonferenz. Im Anschluss daran leitete er 1982/1983 als Vorsitzender die Ministerkonferenz. Als Innenminister war er im Jahr 1981 mit der bis dahin größten Demonstration der Anti-Atomkraft-Bewegung in Deutschland konfrontiert, die sich gegen das Kernkraftwerk Brokdorf richtete.
Nachdem Gerhard Stoltenberg am 4. Oktober 1982 zum Finanzminister in der von Bundeskanzler Helmut Kohl geleiteten Bundesregierung ernannt worden war, wurde Barschel am 14. Oktober 1982 als sein Nachfolger zum Ministerpräsidenten des Landes Schleswig-Holstein gewählt. Bei Amtsantritt war Barschel 38 Jahre alt und damit der bis dahin jüngste Regierungschef eines Landes der Bundesrepublik Deutschland. Bei den Landtagswahlen 1983 konnte die CDU unter seiner Führung mit 49 % der Stimmen die absolute Mandatsmehrheit verteidigen, obwohl die SPD auf 43,7 % zulegte.
1985 war Barschel Gründungsmitglied und Mitinitiator des seit 1986 jährlich stattfindenden Schleswig-Holstein Musik Festivals, bei dessen Gründungsveranstaltung der Politiker an der Aufführung des Karneval der Tiere von Camille Saint-Saëns neben den Musikern um Hauptinitiator Justus Frantz selbst als Erzähler mitwirkte. In seine Regierungszeit fällt auch die Gründung des Nationalpark Schleswig-Holsteinisches Wattenmeer, die im Jahr 1985 vom Landtag beschlossen wurde.
1986 erhielt Barschel den Medienpreis Bambi.
Siehe auch: Kabinett Stoltenberg II, Kabinett Stoltenberg III, Kabinett Barschel I und Kabinett Barschel II

## Die Affäre
Am Samstag vor der Landtagswahl, dem 13. September 1987, wurde bekannt, dass Der Spiegel in seiner am Montag nach der Wahl erscheinenden Ausgabe über eine Verleumdungskampagne gegen Barschels Herausforderer Björn Engholm berichten werde, die Barschel initiiert habe. Der Spiegel stützte sich dabei auf Informationen des wegen Verleumdung vorbestraften Medienreferenten Reiner Pfeiffer, der Ende 1986 vom Axel-Springer-Verlag als Medienreferent an die Kieler Landesregierung vermittelt worden war. Am Tag darauf verlor die CDU, die 1983 noch 49,0 Prozent erreicht hatte, bei der Wahl ihre absolute Mehrheit und wurde mit 42,6 Prozent der Stimmen nur noch zweitstärkste Kraft hinter der SPD, die 45,2 Prozent der Stimmen erzielen konnte.
Der sich nun entwickelnde Skandal erlangte als Barschel- bzw. Barschel-Pfeiffer-Affäre oder Waterkantgate Bekanntheit. In einer Stellungnahme fünf Tage nach der Wahl erklärte Barschel:

„Über diese Ihnen gleich vorzulegenden eidesstattlichen Versicherungen hinaus gebe ich Ihnen, gebe ich den Bürgerinnen und Bürgern des Landes Schleswig-Holsteins und der gesamten deutschen Öffentlichkeit mein Ehrenwort – ich wiederhole: Ich gebe Ihnen mein Ehrenwort! – dass die gegen mich erhobenen Vorwürfe haltlos sind.“

Die von ihm aufgeführten eidesstattlichen Versicherungen stellten sich als Falschaussagen heraus, die Mitarbeiter auf sein Drängen hin abgegeben hatten.
Wegen der ungeklärten Affäre wurden die Koalitionsverhandlungen zwischen CDU und FDP zu Sondierungsgesprächen herabgestuft. Die FDP betonte, „mit der CDU zu verhandeln“, nicht mit Uwe Barschel. Auf Grund zunehmenden Drucks aus seiner Partei trat Barschel schließlich am 2. Oktober 1987 als Ministerpräsident zurück. Die Landesregierung wurde daraufhin kommissarisch von seinem bisherigen Stellvertreter Henning Schwarz geleitet. Zur Aufklärung der Affäre wurde vom Landtag Schleswig-Holstein ein Untersuchungsausschuss eingesetzt, der in monatelanger Arbeit die Vorgänge des Jahres 1987 aufarbeitete. Allerdings konnte eine vollständige Aufklärung durch den Ausschuss nicht erreicht werden.
Der Barschel-Brief, welcher auf den 3. Oktober 1987 datiert war, Ende April 1988 als Kopie die Redaktion des Spiegel erreichte und Stoltenberg der Mitwisserschaft bei den Aktionen gegen Engholm bezichtigte, stellte sich im Jahr 1991 als mögliche Fälschung der Abteilung X des Auslandsgeheimdienstes Hauptverwaltung A der DDR heraus.
Björn Engholm wurde einige Jahre später, im Frühling 1993, im Zusammenhang mit der Schubladenaffäre selbst der Unwahrheit überführt und musste zurücktreten. Ihm wurde angelastet, dass er früher als zugegeben von Kontakten zwischen Vertretern der SPD mit Reiner Pfeiffer gewusst hatte. Diese zweite Affäre wurde von einem zweiten Untersuchungsausschuss untersucht, der die Ergebnisse des ersten in großen Teilen revidierte. So wurde unter anderem die Glaubwürdigkeit des Kronzeugen Pfeiffer sowohl von Seiten der Staatsanwaltschaft als auch von Seiten des Untersuchungsausschusses grundsätzlich in Zweifel gezogen. Im Ergebnis stellte der zweite Untersuchungsausschuss fest, dass eine Verstrickung des Ministerpräsidenten nicht zu beweisen sei. Es sei nicht nachweisbar, dass Uwe Barschel selbst von den Aktivitäten seines Referenten wusste, sie billigte oder gar initiierte. Er habe jedoch zu seiner Verteidigung Mitarbeiter zu falschen, auch eidesstattlichen Aussagen – und somit zu Straftaten – gedrängt.

## Todesumstände
Seit dem Abend des 6. Oktober 1987 befand sich das Ehepaar Barschel auf Gran Canaria. In einer Ferienanlage in Bahía Feliz bewohnte es die Unterkunft des mit Barschel befreundeten Immobilienunternehmers Rolf Lechner. Am 8. Oktober fragte Barschel nach einem Flug nach Zürich, da er dort jemanden treffen wolle. Als ihm gesagt wurde, dass dieser Flug ausgebucht sei, verlangte er einen Flug zu einem beliebigen anderen Ziel und nannte als Beispiele Madrid und Genf. Die Angestellte buchte daraufhin für Barschel einen Flug nach Genf (IB 554), wo er am 10. Oktober nachmittags eintraf, sowie die Weiterflüge Genf – Frankfurt (LH 1855) und Frankfurt – Hamburg (LH 026) für den 11. Oktober. Generalstaatsanwalt Erhard Rex schlussfolgert, dass sich ein Treffen mit einem Informanten zwar nicht ausschließen lasse, es aber ebenso möglich sei, dass Barschel bereits seinen Suizid plante und dafür einen anonymen Ort suchte, da er von Gran Canaria aus keine unbekannten Telefonnummern anrief sowie ein beliebiges Flugziel wählte. In einem Interview mit dem Journalisten Karsten Kammholz von der Zeitung Die Welt vom 17. August 2007 sagte die Witwe Uwe Barschels, Freya Barschel, auf die Frage, was Barschel bewogen habe, nach Genf zu reisen: „Wir waren schon auf der Hinreise über Genf geflogen. Sein Informant wollte ihn dann dort treffen. Mein Mann sollte von ihm Entlastungsmaterial erhalten. Wichtige Fotos. Der Informant nannte sich Roloff. Er hatte schon vorher mehrmals meinen Mann angerufen. […] Wir waren schon auf Gran Canaria, als er dort angerufen wurde. Woher der Informant unsere Nummer dort hatte, weiß ich nicht.“ Im Hinblick auf die Selbstmordthese und die Umstände der Todesnacht sagte Freya Barschel im selben Interview, „er wollte die Vorwürfe widerlegen, er sei der Hauptschuldige in der Bespitzelungsaffäre gegen Björn Engholm. Er wollte sich unbedingt entlasten. […] Er rief mich aus Genf vom Hotel aus an. […] Er sagte mir, dass er Roloff am Flughafen getroffen hatte und er sich für 20 Uhr noch einmal mit ihm verabredet hätte. Er klang sehr frohgemut. Er hat so sehr auf das Entlastungsmaterial gehofft.“
Am 11. Oktober, einen Tag bevor er vor dem Untersuchungsausschuss des schleswig-holsteinischen Landtages aussagen sollte, wurde Uwe Barschel um 12:43 Uhr von Stern-Reporter Sebastian Knauer, der Barschel zusammen mit dem Fotografen Hanns-Jörg Anders aufsuchen wollte, tot und vollständig bekleidet in der Badewanne des Zimmers 317 im Hotel Beau-Rivage in Genf aufgefunden und fotografiert. Nach den offiziellen Ermittlungen und Bekanntmachungen in der Schweiz und in Deutschland soll Barschel durch Suizid zu Tode gekommen sein. Ein Vermerk des Bundeskriminalamtes vom 19. Oktober 1987 stützte die Suizidthese. Einige Todesumstände (Verabreichung von Medikamenten) und Begleitumstände (Gegenstände im Zimmer 317) blieben jedoch offiziell ungeklärt, weshalb dieses Ermittlungsergebnis heute umstritten ist. Dies gilt besonders nach dem Erscheinen eines Aufsatzes des Schweizer Toxikologen Hans Brandenberger in der Welt am Sonntag am 21. November 2010, in dem dieser nach eingehenden chemisch-toxikologischen Untersuchungen der Obduktionsbefunde zu der Feststellung kommt, dass Barschel durch Fremdeinwirken zu Tode gekommen sei (s. unten).
Bei der Autopsie des Leichnams von Barschel, der seit 1980 in zunehmend stärkeren Dosen – zuletzt bis zu 10 mg/Tag – das Beruhigungsmittel Tavor zu sich genommen hatte, wurden insgesamt acht Medikamente gefunden, darunter Cyclobarbital (Barbiturat), Pyrithyldion (das barbituratfreie Schlafmittel Persedon), Diphenhydramin (stark sedierendes Antihistaminikum), Perazin (schlafinduzierendes Beruhigungsmittel) und Valium, also eine Mischung aus hochwirksamen Sedativa, einem Antiemetikum und einem Neuroleptikum. Die Genfer Staatsanwaltschaft ging davon aus, dass Barschel alle diese Mittel selbst eingenommen hat, sich bekleidet in die gefüllte Badewanne gelegt hat, dort eingeschlafen und schließlich, nach mehreren Stunden, an den stark überdosierten Schlafmitteln gestorben ist. Diese Suizidmethode entspricht einer Anleitung zum Suizid, die von der Deutschen Gesellschaft für Humanes Sterben herausgegeben worden war. Diese Deutung wird jedoch von verschiedenen Experten stark angezweifelt.
Barschels Hinterbliebene beauftragten den damals bereits pensionierten Züricher Toxikologen Hans Brandenberger, die Ergebnisse der Gerichtsmedizin in Genf genauer zu untersuchen. Laut seinem Gutachten stellt die unterschiedliche Konzentrationsverteilung der Substanzen im Magen, Blut und Urin Barschels einen Beweis für Fremdeinwirken dar. Seine Untersuchung ergab, dass sich das Cyclobarbital noch in der Anflutungsphase befand, während die anderen Beruhigungsmittel bereits ihre Wirkung entfaltet hatten. Barschel sei aufgrund der Zusammenstellung und Dosierung der Sedativa physisch nicht mehr in der Lage gewesen, nach der Einnahme dieser stark sedierenden Substanzen nachträglich selbst das tödliche Cyclobarbital zu sich zu nehmen. Da die genannten Präparate synergistisch wirken, müssten ihre Wirkungen in den verabreichten Dosen mindestens addiert werden. Das mache es sehr unwahrscheinlich, dass Barschel bei der Zufuhr von Cyclobarbital noch handlungsfähig war. Daher geht Brandenberger davon aus, dass das tödliche Cyclobarbital Barschel im Zustand der Bewusstlosigkeit von einer anderen Person verabreicht wurde. Alle anderen Gutachter kamen jedoch „zu dem Ergebnis, dass die Reihenfolge der Einnahme der verschiedenen Medikamente nicht mehr exakt feststellbar sei und selbst dann, wenn Cyclobarbital zuletzt eingenommen worden sei, sich nicht feststellen ließe, dass Barschel zu diesem Zeitpunkt handlungsunfähig gewesen sei“ – dass Barschel also durchaus das Cyclobarbital auch selbst als letztes Medikament eingenommen haben könne. Hans Brandenberger schrieb in einem Beitrag für die Welt am Sonntag (21. November 2010), dass zudem der Abgleich der chemischen Analysedaten seines 1994 erstellten Gutachtens mit den Angaben zum Ablauf des Barschel-Todes, wie ihn der ehemalige Mossad-Agent Victor Ostrovsky in seinem Buch Geheimakte Mossad (s. unten) schildert, bis in Details hinein übereinstimmt.
Der Münchner Toxikologe Ludwig von Meyer fand bei einer Nachuntersuchung den Wirkstoff Methyprylon, ein Mittel, das mitunter auch als K.-o.-Tropfen bezeichnet wird. Von Meyer räumt ein, der Befund sei „grundsätzlich geeignet“, die Mordtheorie zu stützen.
Der ehemalige Vorsitzende der Gesellschaft für Humanes Sterben hat darauf hingewiesen, dass das Cyclobarbital als Mordwaffe ungeeignet sei. Außerdem hätte ein Mörder mit hoher Wahrscheinlichkeit den Kopf des Wehrlosen unter Wasser gleiten lassen, damit das Opfer ertrinkt (und nicht mehr gerettet werden kann). Das aber ist eindeutig nicht geschehen.
Das Schlafmittel Pyrithyldion war seit 1983 in Westdeutschland nicht mehr zugelassen und soll 1987 dort, in der Schweiz und auf Gran Canaria nicht mehr erhältlich gewesen sein, wohl aber in Dänemark (also nicht weit vom Amtssitz Barschels) und in der DDR, in die Barschel des Öfteren gereist war. Die Hintergründe dieser Reisen sind bis heute nicht vollständig geklärt.
Die Schweizer Polizei stellte im Hotelzimmer Verpackungen von Medikamenten sicher. Dabei handelte es sich aber weder um die in Barschels Körper gefundenen Medikamente noch um Medikamente, die er sonst einnahm. Der genaue Verbleib der Packungen ist ungeklärt, vermutlich wurden sie durch die Schweizer Polizei entsorgt. Dies ist nicht die einzige Ermittlungspanne. Die polizeiliche Kamera, mit der der Tatort fotografiert wurde, stellte sich im Nachhinein als defekt heraus, so dass alle Bilder unscharf waren und die einzigen verwertbaren Fotos von dessen ursprünglichem Zustand die der Stern-Reporter sind.

### Ermittlungsverfahren in der Bundesrepublik Deutschland
Die zuständige Staatsanwaltschaft Lübeck überließ das Ermittlungsverfahren zunächst den Schweizer Behörden. Ab 1993/1994 eröffnete auf Betreiben der Barschel-Familie der Lübecker Leitende Oberstaatsanwalt Heinrich Wille, dem der Bundesgerichtshof den Fall zugewiesen hatte, ein Ermittlungsverfahren gegen Unbekannt wegen Verdachts des Mordes an Dr. Dr. Uwe Barschel. Da dieses nach drei Jahren weitgehend ergebnislos geblieben war, plädierte der damalige Generalstaatsanwalt Heribert Ostendorf 1997 für die Einstellung des Verfahrens. Der damalige Landesjustizminister Gerd Walter wies Wille jedoch an, seine Ermittlungen fortzusetzen, worauf Ostendorf zurücktrat.
Die Ermittlungen wurden 1998 laut Gerd Walter und Generalstaatsanwalt Erhard Rex „vom Ermittlungsführer“ abgeschlossen, mit der Begründung: „Erfolgversprechende Ermittlungsansätze wurden nicht mehr gesehen.“ Heinrich Wille, Leiter der Staatsanwaltschaft bei dem Landgericht Lübeck, bejahte allerdings weiterhin den Anfangsverdacht für Mord.
Der Anwalt der Familie Barschel, Justus Warburg, vermutet die deutsche „Staatsräson“, also die besonderen Beziehungen zwischen Deutschland und Israel, als Grund für die Zurückhaltung der deutschen Behörden.
Im Juni 2011 verlautbarte, dass auf Beschluss der Staatsanwaltschaft Lübeck im Benehmen mit der Generalstaatsanwaltschaft die Kleidung Barschels nach modernsten Methoden auf DNS-Spuren untersucht werden soll. Erst nach Abschluss dieser Voruntersuchung werde entschieden, ob das Ermittlungsverfahren wieder eröffnet werde.
Am 23. Juni 2011 wurde bekannt, dass sich unter den in Lübeck gelagerten Beweismitteln auch ein Haar befindet, das auf dem Bett des Hotelzimmers sichergestellt wurde und zweifelsfrei nicht von Barschel stammt. Dieses Haar wurde am 27. September 2011 als unter ungeklärten Umständen verschwunden gemeldet.
Im Juli 2012 berichtete die Welt am Sonntag, dass Spezialisten des Kieler Landeskriminalamts (LKA) DNS-Rückstände einer fremden Person auf der damals sichergestellten und in der Todesnacht von Uwe Barschel getragenen Kleidung – namentlich den Socken, der Krawatte und seiner Strickjacke – sowie an einem Hotelhandtuch festgestellt haben. Das bestätigte der frühere schleswig-holsteinische CDU-Landtagsabgeordnete Werner Kalinka. Über das Geschlecht der festgestellten Person sind offenbar keine Angaben mehr möglich, denn nach der langen Zeit seien die DNS-Spuren nicht mehr detailliert genug, um sie in Kriminaldatenbanken wie etwa der BKA-Datei für genetische Fingerabdrücke einspeisen und abgleichen zu können. Allerdings sei das Material immerhin noch ausreichend gut erhalten, um es mit Daten möglicher Verdächtiger vergleichen zu können. Bei den festgestellten Spuren handelt es sich um sogenannte „Mischspuren“, also um Daten, die von mindestens zwei Personen stammen – eine dieser beiden Personen ist nach Erkenntnis der Spezialisten Uwe Barschel selbst, sodass mindestens eine weitere Person übrig bleibt. Der DNS-Fund stützt die Theorie, dass Barschel zum Zeitpunkt seines Todes nicht, wie bisher von vielen, meist offiziellen Seiten angenommen, allein in seinem Hotelzimmer war, sondern in der betreffenden Nacht offenkundig in physischem Kontakt mit einer weiteren Person gewesen sein muss.
Die Staatsanwaltschaft Lübeck wollte diese neue Spur jedoch nicht weiter verfolgen. „Die Untersuchungsergebnisse bieten keine zureichenden Anhaltspunkte, die es erlaubten, eine Linie zu eventuell tatverdächtigen Personen zu ziehen“, teilte der jetzige Leitende Oberstaatsanwalt Thomas-Michael Hoffmann mit.

### Kontroverse

#### Zweifel an den Ermittlungsergebnissen
Bald nach Abschluss der Ermittlungsergebnisse zum Tode Uwe Barschels wurde der Verdacht laut, er sei ermordet worden. Die Zweifel an der Suizidthese stützen sich auf folgende Unklarheiten in der Spurenlage am Tatort:
- Barschel bestellte beim Zimmerservice eine Flasche 1985er Beaujolais Le Chat-Botté, die gegen 18:30 Uhr mit zwei Gläsern – wie in diesem Hotel üblich – auf das Zimmer geliefert wurde. Barschel hatte die Flasche im Beisein des Kellners geöffnet und den Wein probiert, nach seinem Tod war die Flasche nicht auffindbar.[r-1 1] Generalstaatsanwalt Rex hält es sowohl für möglich, dass ein Zimmerkellner die Flasche entfernt hat, ohne ins Badezimmer zu schauen, als auch, dass Barschel die Flasche selbst entsorgt hat.[r-1 1] Auch ein Mörder hätte die Flasche entsorgt haben können, eine unbemerkte Einnahme der Medikamente über den Wein wäre Rex zufolge jedoch nicht möglich gewesen.[r-1 1] Eines der Gläser blieb unbenutzt, das andere wurde zerbrochen im Mülleimer des Badezimmers gefunden. Auf dem zerbrochenen Glas wurde nur ein Fingerabdruck Barschels sichergestellt, dies kann sowohl dadurch erklärt werden, dass das Glas abgewischt wurde, als auch dadurch, dass Barschel das Glas so hielt, dass er keine weiteren Abdrücke hinterließ.[r-1 1]
- Nach Aussage des deutschen Leitenden Oberstaatsanwalts Heinrich Wille war ein aus der Minibar des Hotelzimmers stammendes Whiskyfläschchen ausgespült worden. Zudem wurde nachgewiesen, dass die Flasche Spuren von Diphenhydramin enthalten hatte.[35] Nach Gutachter-Aussagen lässt sich dies dadurch erklären, dass Barschel aus der Flasche trank, nachdem er das Diphenhydramin bereits eingenommen hatte, und so über Lippenkontakt und Speichelrückfluss Diphenhydramin-Spuren in die Flasche gelangten.[r-1 1] Die in der Whiskyflasche enthaltene Flüssigkeit hatte einen Alkoholgehalt von nur 0,035 %. Rex erklärt dies damit, dass Barschel, der sonst keinen Whisky trank, die entleerte Flasche mit Wasser füllte und trank.[r-1 1]
- Im Flur des Hotelzimmers wurde ein ausgerissener Hemdknopf gefunden, mit sämtlichem Garn in allen vier Knopflöchern. Der Knopf stammte aus dem zweiten Knopfloch von oben, Barschels Krawatte war ordnungsgemäß gebunden.[r-1 1] Rex erklärt den ausgerissenen Knopf mit unkontrollierten und unkoordinierten Handlungen, die unter dem Einfluss von starken Schlafmitteln, wie sie bei Barschel nachgewiesen wurden, auftreten können.[r-1 1]
- Die Lage der Schuhe Barschels war ungewöhnlich. Der rechte Schuh lag gebunden im Flur des Hotelzimmers vor der Zwischentür zum Zimmer, der andere nass und geöffnet vor der Badewanne. Im vorderen Bereich des im Badezimmer aufgefundenen Schuhs wurde Dimethylsulfoxid nachgewiesen. Der Badewannenvorleger wies einen großen Fleck auf, der von Abfärbungen dieses Schuhs verursacht worden war. Für Rex deutet die Lage der Schuhe „auf unplanmäßiges Handeln eines bereits bewusstseinsgetrübten zum Suizid Entschlossenen hin“.[r-1 1] Ein planvoll vorgehender Mörder hätte hingegen darauf geachtet, die Schuhe unauffällig anzuordnen.[r-1 1]
- Auch ein vorgefundenes Handtuch war mit Dimethylsulfoxid verunreinigt – einem Mittel, das unter anderem ermöglicht, eine beliebige andere Substanz durch die Haut aufzunehmen. Das Tuch lag in der Kofferablege-Nische neben dem Koffer an der Eingangstür und nicht im Badezimmer. Oberstaatsanwalt Wille ist der Meinung, dass dieses Handtuch dort von einem Täter hingeworfen wurde, der sonst im Hotelflur mit einem Handtuch sofort aufgefallen wäre. Da auf dem Handtuch Farbanhaftungen von Barschels Schuh gefunden wurden, schließt Rex hingegen, dass Barschel mit dem Handtuch seinen Schuh, auf den eine Flüssigkeit gelangt war, abgewischt hat.[r-1 1] Aufgrund der auffälligen Platzierung und der Tatsache, dass nicht etwa leichter zu entsorgendes Toilettenpapier benutzt wurde, deutet auch das Handtuch Rex zufolge auf „irrationales Handeln“ eines Suizidenten hin.[r-1 1]
- Auf der Badewannenvorlegematte fand sich eine Spur, die als nicht von Barschel stammender Abdruck eines Schuhs interpretiert wird.[36] Rex zufolge ist es möglich, dass, falls es sich bei der Spur um einen Schuhabdruck handelt, dieser von den Stern-Reportern oder den Schweizer Polizisten, die den Tatort nur oberflächlich sicherten, stammt.[r-1 1] Die von den Stern-Reportern gemachten Fotos können hier nicht zur Klärung beitragen, da die Matte nur unklar zu erkennen ist.[r-1 1]
- Bei der Obduktion der Leiche wurde ein Hämatom auf der rechten Stirnseite festgestellt, das durch Gewaltanwendung entstanden sein könnte. Ein Schweizer Gutachter hielt dazu fest, dass das sehr oberflächliche Hämatom „beim Stoß des Kopfes gegen die Badewanne bei einem Krampf während des Komas entstanden sein konnte. Das Koma kann Krämpfe entstehen lassen. Ich bringe in Erinnerung, dass genau an der Stelle der Kopf gegen die Badewanne gelehnt war.“[r-1 1]

Barschel war mehrfach in die DDR und die Tschechoslowakei gereist. Dies wurde als Hinweis auf verschiedene Verstrickungen im Ost-West-Konflikt gedeutet. Dass Barschel eine besonders intensive Beziehung zur DDR hatte, ist mittlerweile belegt. In der Filmdokumentation Der Tod des Uwe Barschel. Skandal ohne Ende des NDR wird durch persönliche Stellungnahmen von Günter Bohnsack, ehemaliger Oberst im Ministerium für Staatssicherheit der DDR, nachgewiesen, dass Uwe Barschel einen guten Kontakt zur damaligen Staatssicherheit der DDR genoss und häufige Autoreisen (bestätigt durch seine ehemaligen Fahrer Horst Rissmann und Karl-Heinz Prosch) in die DDR, insbesondere nach Rostock und Warnemünde, unternahm. Dort hielt er sich oft im Warnemünder Hotel Neptun auf, das von der DDR-Staatssicherheit als Treffobjekt genutzt wurde. Die Lübecker Ermittler hatten Hinweise, wonach dort auch Waffen- und Embargogeschäfte eingefädelt worden sind, namentlich mit der Imes Import-Export GmbH, einer dem Ministerium für Außenhandel der DDR (Unterabteilung Kommerzielle Koordinierung) unterstehenden Firma für die Vermittlung und Durchführung von internationalen Handelsgeschäften, insbesondere mit militärischen Gütern. In der genannten Filmdokumentation streitet der damalige Bundeskanzler Helmut Kohl rückblickend eine Kenntnis über die DDR-Reisen von Uwe Barschel ab. Auch eine mögliche Verwicklung von Barschel in die U-Boot-Affäre wurde in den Medien immer wieder aufgegriffen und unter anderem von Michael Mueller, Rudolf Lambrecht und Leo Müller in einem Buch im Jahr 2007 als mögliches Mordmotiv genannt.
In einem Interview vom 17. August 2007 mit dem Journalisten Karsten Kammholz von der Zeitung Die Welt sagt die Witwe Uwe Barschels, Freya Barschel, im Hinblick auf ein Mordmotiv: „Er sprach sehr allgemein von Waffen und von Entscheidungen, die vor seiner Amtszeit getroffen und die ihm nicht berichtet worden waren. Er hat mir nur gesagt, dass es Dinge gab, die ihm nach seiner Amtsübernahme 1982 nie gesagt worden waren. Er wollte ja auch im Kieler Untersuchungsausschuss einiges offenlegen.“
Victor Ostrovsky, ein in den USA lebender ehemaliger Agent des israelischen Geheimdienstes Mossad, behauptete in seinem Buch Geheimakte Mossad, Barschel sei Opfer eines Mossad-Tötungskommandos gewesen, weil er sich 1987 der Abwicklung geheimer Waffengeschäfte zwischen Israel und dem Iran (Operation Hannibal) im Transit über Schleswig-Holstein und der Ausbildung von iranischen Piloten durch Israel auf norddeutschen Sportflugplätzen widersetzt habe und mit seinem Wissen über die Angelegenheit an die Öffentlichkeit zu gehen drohte. Ostrovsky wurde zwar schon 1986, also geraume Zeit vor Barschels Tod, aus den Diensten des Mossad entlassen, pflegte jedoch weiterhin Kontakte beim Mossad.
Auch Abolhassan Banisadr, bis zu seiner Absetzung 1981 Staatspräsident des Iran, ist davon überzeugt, dass Barschel „eine wichtige Rolle im Waffenhandel mit dem Iran gespielt“ hat; er behauptet, dass der schleswig-holsteinische Ministerpräsident in Waffengeschäfte mit Ahmad Chomeini, dem jüngeren Sohn des Ajatollah Ruhollah Chomeini, verwickelt gewesen sei. Barschel habe Waffenverkäufe nach Teheran organisiert und regelmäßig an Treffen in der Schweiz teilgenommen. „Nach seinem Tod“, sagte Banīsadr, „haben wir dann erfahren, dass er versucht hat, die Gegenseite zu erpressen.“
Der südafrikanische Waffenhändler Dirk Stoffberg gab 1994 in einem Entwurf einer eidesstattlichen Versicherung an, Barschel sei vom späteren CIA-Direktor und späteren US-amerikanischen Verteidigungsminister Robert Gates nach Genf bestellt worden. Zum Zeitpunkt als sich Barschel in Genf aufhielt, sollen auch zwei Treffen von Waffenhändlern stattgefunden haben. Barschel habe mit Enthüllungen gedroht, die mehrere Regierungen und Waffenhändler in Verlegenheit gebracht hätten. Ein psychologisches Gutachten kam zu dem Urteil, dass Stoffberg glaubwürdig sei. Seine eidesstattliche Erklärung konnte er allerdings nicht mehr abgeben. Er starb kurz davor, im Juni 1994. Offizielle Todesursache: Er und seine Freundin begingen Doppelselbstmord.
Für den Verdacht, wonach der damalige CIA-Mann Gates am fraglichen Wochenende in Genf war, spricht noch eine andere Passage in der Ermittlungsakte. Dort heißt es, dass im Flugzeug, mit dem das Ehepaar Barschel am 6. Oktober 1987 von Frankfurt am Main nach Genf flog, auch ein Mister Gates gesessen habe. Sein Ticket erhielten die Lübecker Ermittler vom Kapitän der betreffenden Lufthansamaschine. Der inzwischen pensionierte Pilot will sich zu dem Thema nicht mehr äußern. Seine Frau sagte der Zeitung Die Welt, sie und ihr Mann seien bedroht worden.
Der selbsternannte ehemalige deutsche Topagent Werner Mauss hielt sich zum Zeitpunkt von Barschels Tod im Genfer Hotel Le Richemond (in unmittelbarer Nähe des Beau-Rivage) auf. Er sagte jedoch aus, dass er wegen der Verhandlungen über eine Geiselnahme im Libanon am 9./10. Oktober mit einem Jet der Düsseldorfer Fluggesellschaft Evex zweimal in Genf gelandet sei und erst am nächsten Tag in der Presse von dem Vorfall erfahren habe. Mauss erklärte später in Interviews, gerade zur Zeit von Barschels Tod die Zimmer im Hotel Beau-Rivage nur angemietet und tatsächlich im Nachbarhotel Le Richemond gewohnt zu haben. Offenkundiger ist in diesem Zusammenhang die Zeugenaussage des Schweizer Privatdetektivs Jean-Jacques Griessen, der laut Lübecker Akte 1987 für Werner Mauss arbeitete. Laut dieser Zeugenaussage telefonierte Griessen am Vormittag nach Barschels Tod mit Werner Mauss. Der Agent forderte ihn auf, sich bereitzuhalten, da „etwas passiert sei“. Griessen soll angegeben haben, dass er im Auftrag von Mauss Zimmer im Beau-Rivage mit Wanzen und Kameras präpariert habe. Im Gesamtbericht der Lübecker Ermittlungsakte heißt es: „Griessen konnte nicht mehr befragt werden, da er am 9. November 1992 in Zürich während eines Aufenthaltes bei einer Prostituierten an einem Herzversagen gestorben ist.“ Griessen hatte sich am selben Tag mit einem BKA-Mann und einem Mossad-Agenten treffen wollen.
Befürworter der Suizidthese verwiesen auf die Möglichkeit, dass Barschel – möglicherweise mit Helfern – gezielt falsche Spuren gelegt haben könnte, auch im Hinblick auf die Möglichkeit eines assistierten Suizides bzw. Sterbehilfe.

#### Erhard Rex
Schleswig-Holsteins Generalstaatsanwalt Erhard Rex nahm im Oktober 2007 in einem 63-seitigen Bericht zu den Thesen und Indizien der Befürworter der Mordthese Stellung und kam hingegen seinerseits zu dem Ergebnis, dass die meisten Mordtheorien sich bei den Ermittlungen als haltlos herausgestellt hätten und ein Suizid nach wie vor eine recht wahrscheinliche Erklärung des Todes von Uwe Barschel sei, sich jedoch letztlich die tatsächlichen Umstände, die zum Tode Barschels führten, nicht mehr klären ließen. Die Spuren im Körper von Barschel seien allerdings eindeutig, er sei infolge einer Medikamentenvergiftung von insgesamt acht verschiedenen Medikamenten verstorben. Für die mehrfach aufgestellte These, wonach Barschel in Waffengeschäfte verstrickt und in diesem Zusammenhang ermordet worden sei, gebe es seinerseits keinerlei verwertbare Indizien. Rex wörtlich:

„Wie eine rote Linie zieht sich durch die gesamten Ermittlungen in all diesen Spuren (etwa 15 an der Zahl), dass nicht ein einziger Zeuge konkret eine Waffengeschäftsverstrickung von Barschel aus eigener Anschauung bezeugt hat. Vielmehr berief sich jeweils ein Hinweisgeber auf einen anderen Zeugen, der wiederum ein Zeuge vom Hörensagen war, der sich wiederum auf einen anderen Zeugen berief, der entweder eine Beteiligung bestritt oder aber sich wiederum auf einen weiteren Zeugen vom Hörensagen berief.“

In der Einleitung zu diesem Bericht äußerte sich Rex zum Hintergrund der Mordtheorien wie folgt:

„Selbstmord ist ‚langweilig‘ und Mord ist ‚interessant‘. Wer Geld verdienen will, tut gut daran, Mordthesen nach vorn zu stellen und einen Suizid herunterzuspielen oder auszublenden. Ein interessantes Verbrechen steigert die Auflage, erhöht die Fernsehquote, ein einfacher Selbstmord wirkt nicht verkaufsfördernd für die Auflagenhöhe eines Buches.“

Als im November 2010 aufgrund eines Aufsatzes des Zürcher Toxikologen Hans Brandenberger in der Welt am Sonntag die Mordthese neue wissenschaftliche Untermauerung erhielt, äußerte sich Rex in derselben Zeitung wie folgt:

„Es ist eine bekannte bedauerliche Tatsache, dass die Gerüchteküche immer dann brodelt, wenn ein Prominenter unter ungeklärten Umständen stirbt. […] In diesem Sinne betätigten sich nach dem durch die Weltpresse gegangenen mysteriösen Tod von Dr. Uwe Barschel Glücksritter, Geschichtenerzähler, Abenteurer, Aufschneider und Wichtigtuer.“

#### Heinrich Wille
In Zusammenarbeit mit dem Spiegel wollte der ermittelnde Lübecker Leitende Oberstaatsanwalt Heinrich Wille ein Buch über den Fall schreiben. Den Antrag für eine genehmigungspflichtige Nebentätigkeit lehnte Generalstaatsanwalt Erhard Rex jedoch ab mit der Begründung, es sei nicht angemessen, dass Staatsanwälte dienstlich erworbenes Wissen zu ihrem finanziellen Vorteil privat vermarkteten. Wille fasste sein Wissen trotzdem in einem Buch zusammen, doch auf den Markt bringen durfte er es vorerst nicht. Wille sah bei diesem Thema ein öffentliches Interesse an einer Veröffentlichung und verwies auf Klaus Pflieger, den Generalstaatsanwalt in Stuttgart, der zur RAF und zur Schleyer-Entführung publizieren durfte. Er reichte Beschwerde beim Bundesverfassungsgericht ein. Einen Antrag Willes auf Erlass einer einstweiligen Anordnung, das Buch vor einer Entscheidung im Hauptverfahren erscheinen zu lassen, lehnte das Bundesverfassungsgericht ab. Gegen eine Entscheidung des Verwaltungsgerichtes Schleswig, dass das Buch Willes erscheinen dürfe, legte Generalstaatsanwalt Erhard Rex Berufung ein. Auf die Frage, ob Rex der Staatsanwaltschaft Lübeck die Deutungshoheit im Fall Barschel streitig machen wolle, antwortete Rex in einem Interview mit dem Stern:

„Die Staatsanwaltschaft Lübeck hat ihre Deutung des Falles Barschel im Abschlussbericht und in späteren vielfältigen dienstlichen Presseinterviews abgegeben und sie wird dies in der geplanten Dokumentation in der Schriftenreihe des Generalstaatsanwalts durch einen eigenen freien Beitrag des Leitenden Oberstaatsanwalts Wille tun. Auch ich selbst werde hierzu einen Beitrag schreiben, wodurch auch die unterschiedliche Bandbreite der justiziellen Einschätzung deutlich wird. Ein Redeverbot oder eine Zensur darf es für keine Seite geben!“

Nachdem sowohl Rex als auch Wille in den Ruhestand getreten waren, wurde das Buch unter dem Titel Ein Mord, der keiner sein durfte: Der Fall Uwe Barschel und die Grenzen des Rechtsstaates im Schweizer Rotpunktverlag veröffentlicht. Darin berichtet Heinrich Wille von gezielten Indiskretionen, „Verfahrenstricks“ und Schikanen seitens der vorgesetzten Justizbehörden. „Durch diese Vorkommnisse wurde es unmöglich gemacht, in denkbare Täterkreise einzudringen und Erfolg versprechende Ermittlungen zu führen“, heißt es in dem Buch; zwar hätten die deutschen Geheimdienste Anfragen der Lübecker Staatsanwaltschaft beantwortet, „aber die Qualität der Antworten schien zunehmend zweifelhaft“.

#### Hans Brandenberger
Am Sonntag, dem 21. November 2010, erschienen in der Welt am Sonntag mehrere Artikel und ein Aufsatz über neue wissenschaftliche (insbesondere toxikologische) Theorien über Uwe Barschels Todesursache und -umstände. Der Zürcher Toxikologe Hans Brandenberger, Gerichtsmediziner und ehemaliger Leiter der chemischen Abteilung am Gerichtsmedizinischen Institut der Universität Zürich und Professor für chemische Toxikologie, behandelt darin die These, dass die chemischen Untersuchungen der in Barschels Leichnam gefundenen Pharmazeutika (tödliche Dosis des Schlafmittels Cyclobarbital, wirkungsverstärkt durch die offenkundig etwas früher eingenommenen, ebenfalls toxisch dosierten drei weiteren Pharmaka Pyrithyldion, Diphenhydramin und Perazin) – insbesondere jedoch deren chemisch nachvollziehbare, zeitlich versetzte und im Hinblick auf eine Todeswirkung strategische Verabreichung – durch seine Feststellung von Pharmaka-Abbauprodukten (Metabolite) auf einen Mord schließen lassen. In seinem Aufsatz referiert er auch Inhalte aus dem 1994 erschienenen Buch The other side of the Deception (Deutsch als Geheimakte Mossad), HarperCollins, 1994 des ehemaligen Mossadagenten, Sachbuchautors und Romanschriftstellers Victor Ostrovsky, der behauptet, dass Barschel durch Agenten des Mossad ermordet worden sei. Aus diesem Buch erschien Brandenberger besonders einleuchtend, dass nach Ostrovsky
- die narkotisierenden, sedierenden Substanzen Pyrithyldion, Diphenhydramin und Perazin zuerst verabreicht und dann die tödliche Dosis Cyclobarbital nachgereicht wurde, sehr wahrscheinlich im Zustand der Handlungsunfähigkeit;
- das starke Hypnotikum Noludar mit an Sicherheit grenzender Wahrscheinlichkeit kurz vor Todeseintritt rektal verabreicht wurde, was mit der Hypothese eines Selbstmordes mit fremder Hilfe („humanes Sterben“) unvereinbar ist;
- aufgrund der Komplexität des Mordgeschehens davon ausgegangen werden muss, dass ein Profiteam am Werk war, nicht eine Einzelperson.[w-g 1]

In seinem Aufsatz für die Welt am Sonntag beschreibt Brandenberger auch, welche wissenschaftlichen Mängel und Nachlässigkeiten es seiner Meinung nach in den forensischen und toxikologischen Untersuchungen und Stellungnahmen gab, durch die Genfer Gerichtschemie und -pathologie (die sogar nach Auskunft des verantwortlichen Pathologen wesentliche Asservate weggeworfen hat), die Hamburger Gerichtsmedizin (Nachuntersuchung der Organe Barschels) und das Institut für Rechtsmedizin der Universität München, das vom Lübecker Oberstaatsanwalt Heinrich Wille mit einem stellungnehmenden Gutachten beauftragt wurde. Er kritisierte insbesondere, dass der Nachweis von Metaboliten nicht sowie von Methyprylon (Wirkstoff von Noludar) nicht ausführlich und eindeutig erbracht wurde, die beide Rückschlüsse auf das Fremdeinwirken im Zusammenhang der Todesursache erhärten könnten.

#### Weitere Medienberichte
Im November 2013 verweigerte der BND einem Reporter der Bild Einsicht in seine Ermittlungsakten zum Fall Barschel. Eine Klage vor dem Bundesverwaltungsgericht auf Akteneinsicht blieb erfolglos. Das Gericht entschied, die Schutzfrist von 30 Jahren gemäß Bundesarchivgesetz sei einzuhalten. Auch Artikel 5 des Grundgesetzes zur Informations-, Forschungs- und Pressefreiheit stehe dem nicht entgegen.
Die Zeit veröffentlichte am 16. Februar 2016 ein Interview mit dem inzwischen 91-jährigen Hamburger Rechtsmediziner Werner Janssen, der mit seinem Kollegen Klaus Püschel die Leiche obduziert hatte. In seinem Protokoll heißt es demnach unter anderem: „Eine versehentliche Überdosierung bei einem bewusstseinsklaren Menschen ist angesichts dieser Substanzmengen nicht denkbar; ebenso unwahrscheinlich ist die Möglichkeit einer unbemerkten Beibringung. Nach den vorliegenden Erkenntnissen gibt es keinen Anhalt für eine Beibringung der zum Tode führenden Substanzen unter äußerem Zwang.“ Es folgte in den Medien eine Diskussion, ob das ärztliche Schweigegebot auch nach fast 30 Jahren hätte eingehalten werden müssen.

## Kulturelle Rezeption

### Musik
In dem Lied Mit Gott auf dem Album Ö thematisiert Herbert Grönemeyer die damalige Barschel-Affäre („Einer ging leider baden, doch wir warfen ihn noch rechtzeitig über Bord“) und die CDU („Das C strahlt über uns riesengroß“) im Allgemeinen.
Das Lied und Musikvideo Abteilungsleiter der Liebe von K.I.Z (auf dem Album Urlaub fürs Gehirn) enthalten Verweise auf die Affäre. So wird im Video Barschels „Ehrenwort“ zitiert, und der dargestellte Abteilungsleiter stirbt an einer Überdosis Tabletten in der Badewanne.
Norbert und die Feiglinge und die Bremerhavener Band Die Nematoden (1992) brachten jeweils ein Lied mit dem Titel Uwe Barschel lebt heraus.

### Film
- Barschel – Mord in Genf? Regie und Drehbuch: Uwe Boll & Frank Lustig, 1993. Besprechung von Christoph Petersen auf filmstarts.de
- Tatort: Borowski und der freie Fall. Produktion: NDR, Buch: Fred Breinersdorfer und Eoin Moore, Regie: Eoin Moore. Erstausstrahlung: Das Erste, 14. Oktober 2012.
- Der Fall Barschel. Buch und Regie: Kilian Riedhof. Erstausstrahlung: Das Erste, 6. Februar 2016

### Satire
Die Satirezeitschrift Titanic zeigte bei zwei Ausgaben als Titelbild eine satirisch verfremdete Montage des Stern-Fotos vom in der Badewanne liegenden Toten. In einem Fall zeigte es Björn Engholm lächelnd und mit offenen Augen in der Pose des toten Barschel, kommentiert mit der Überschrift „Sehr komisch, Herr Engholm!“. Dieser Titel führte zu einem Rechtsstreit vor dem Hanseatischen Oberlandesgericht in Hamburg und zur Zahlung eines Schmerzensgelds in Höhe von 40.000 DM.
Der Film Erkan & Stefan enthält eine Persiflage, bei dem der Verleger Eckernförde aus Hamburg an eine mysteriöse Kassette gerät, die Aufschlüsse über Barschels tatsächlichen Todesumstände aufklären soll. Aufgrund der Brisanz kommt es zu einer Verfolgungsjagd, denn sowohl BND als auch CIA wollen eine Veröffentlichung verhindern. Über Umwege gerät die Kassette über Tochter Nina Eckernförde zu Erkan und Stefan nach München. Am Ende wird die Verfolgung eingestellt, nachdem Erkan und Stefan die entscheidende Szene versehentlich überspielt haben.

## Skandal um das Foto im Stern
Vier Tage nachdem Sebastian Knauer den toten Barschel in der Badewanne fotografiert hatte, veröffentlichte der Stern dieses Foto im Magazin und in einer folgenden Ausgabe als Titelbild, was große Diskussionen auslöste. In der Folge urteilte der Deutsche Presserat, dass die Erstveröffentlichung nicht zu beanstanden gewesen sei, die folgende Verwendung als Titelbild aber die schutzwürdigen Belange der Hinterbliebenen in nicht zu rechtfertigender Weise verletzt habe. Die Öffentlichkeit reagierte auf diese differenzierte Betrachtungsweise größtenteils ablehnend.

## Filmdokumentationen
- Aufstieg und Fall des Uwe Barschel. Ein Film von Gerhard Bott. 60-Minuten-Fassung ausgestrahlt am 24. März 1988 in der ARD, 92-Minuten-Fassung am 23. Mai 1988 im NDR Fernsehen
- Der Fall Barschel. Dokumentarfilm von Gabor Harrach, RTL Television, ausgestrahlt am 14. Oktober 1994
- Der Tod des Uwe Barschel. Skandal ohne Ende. Der Tod des Uwe Barschel (Memento vom 7. März 2008 im Internet Archive) des NDR von Patrik Baab, Andreas Kirsch und Stephan Lamby, ausgestrahlt am 17. September 2007 in der ARD und am 2. Oktober 2007 im NDR Fernsehen (Pressemappe als PDF)
  - Doku zum Tod Uwe Barschels: Selbstmord ausgeschlossen? Süddeutsche Zeitung, 17. September 2007
  - Barschels Tod: Selbstmord, Mord oder Sterbehilfe? Frankfurter Allgemeine Zeitung, 17. September 2007
  - Dokumentation: Barschel, U-Boot-Deals, Medikamente und Mörder Die Welt, 17. September 2007
  - Barschel-Doku: Liquidiert oder inszeniert?, die tageszeitung, 17. September 2007
- Tod in Genf – Der Fall Barschel. Buch und Regie: Uli Weidenbach, ausgestrahlt in [https://de.wikipedia.org/w/index.php?title=Wikipedia:Defekte_Weblinks&dwl=http://www.zdf.de/ZDFde/inhalt/9/0,1872,7102601,00.html Die nachstehende Seite ist nicht mehr abrufbar], festgestellt im Februar 2025. (Suche in Webarchiven.)  [http://www.zdf.de/ZDFde/inhalt/9/0,1872,7102601,00.html ZDF History] am 7. Oktober 2007
- Die Staatskanzlei. Buch und Regie: Heinrich Breloer
- Barschel – Der rätselhafte Tod eines Spitzenpolitikers. Buch und Regie: Michael Mueller, Dokumentation in vier Folgen à 45 Minuten, abrufbar auf RTL+ ab 24. Mai 2023

Hörfunk:
- Manfred Mays: Die unendliche Geschichte Barschel. Zweiteiliges Feature, gesendet bei hr2 am 10. und 17. Februar 2008.